# Équipe de Suisse féminine de cyclisme sur route
L'équipe de Suisse féminine de cyclisme sur route est la sélection de cyclistes suisses, réunis lors de compétitions internationales (les championnats d'Europe, du monde et les Jeux olympiques notamment) sous l'égide de la Swiss Cycling.

## Historique
Lors des championnats du monde juniors sur route 2024, Muriel Furrer alors avec le maillot de la sélection suisse, est victime d'un chute. Retrouvée après la fin de la course, puis évacuée vers l'hôpital universitaire de Zurich pour être opérée. Elle meurt, le lendemain de son accident, à l'âge de 18 ans.

## Palmarès

### Jeux olympiques

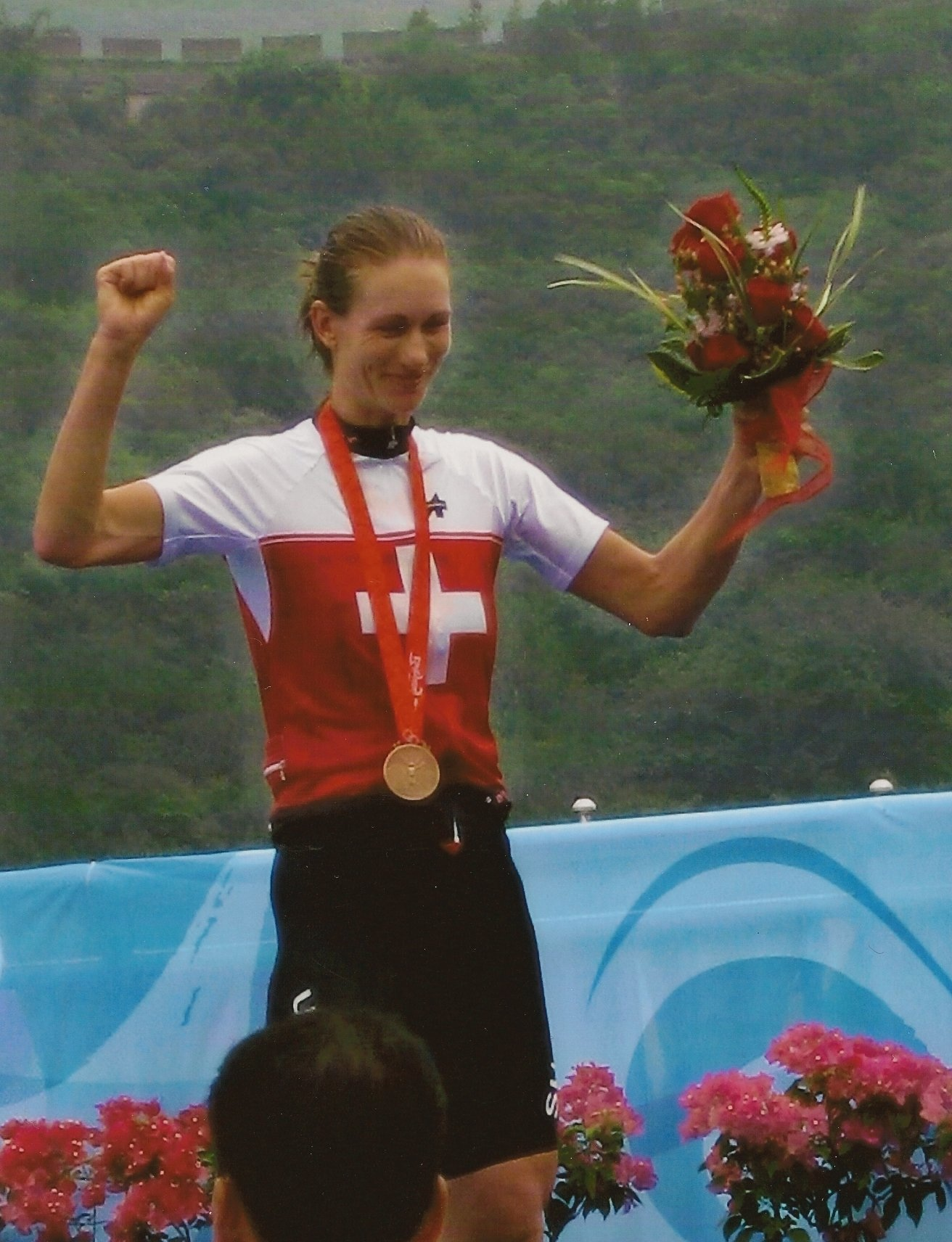
Karin Thürig, vêtu du maillot de l'équipe de Suisse, avec sa médaille de bronze aux Jeux olympiques d'été de 2008.

#### Course en ligne
L'épreuve de course en ligne féminine est introduite aux Jeux olympiques en depuis 1984. La Suisse n'a jamais remporté de médaille en course en ligne féminine.

#### Contre-la-montre individuel
L'épreuve de contre-la-montre individuel féminin est organisée aux Jeux olympiques depuis 1996.
| Médaille d'or | Médaille d'argent       | Médaille de bronze                          |
| ------------- | ----------------------- | ------------------------------------------- |
|               | - 2020 : Marlen Reusser | - 2004 : Karin Thürig - 2008 : Karin Thürig |

### Championnats du monde de cyclisme sur route

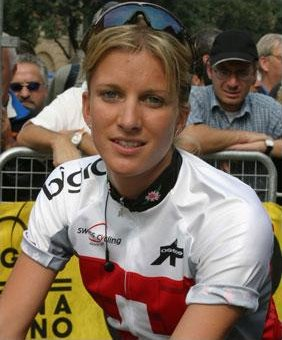
Nicole Brändli, en 2008, avec le maillot de l'équipe de Suisse.

#### Course en ligne
Le championnat du monde de course en ligne féminin est organisé depuis 1958.
| Médaille d'or         | Médaille d'argent       | Médaille de bronze |
| --------------------- | ----------------------- | ------------------ |
| - 1996 : Barbara Heeb | - 2002 : Nicole Brändli |                    |

#### Contre-la-montre individuel
Le championnat du monde de contre-la-montre féminin est organisé depuis 1994.
| Médaille d'or                               | Médaille d'argent | Médaille de bronze                            |
| ------------------------------------------- | --- | --------------------------------------------- |
| - 2004 : Karin Thürig - 2005 : Karin Thürig | - 2001 : Nicole Brändli - 2002 : Nicole Brändli - 2006 : Karin Thürig - 2020 : Marlen Reusser - 2021 : Marlen Reusser | - 2002 : Karin Thürig - 2022 : Marlen Reusser |

#### Contre-la-montre par équipes nationales
Le championnat du monde de contre-la-montre par équipes nationales est organisé à partir de 1987 à 1994. La Suisse n'a jamais remporté de médaille en contre-la-montre par équipes nationales.

#### Contre-la-montre par équipes de relais mixte
Le championnat du monde de contre-la-montre par équipes de relais mixte est organisé à partir de 2019. Le temps des trois coureuses est additionné au temps des trois coureurs de l'équipe masculine.
| Médaille d'or | Médaille d'argent | Médaille de bronze |
| --- | ----------------- | ------------------ |
| - 2022 : ♀ Elise Chabbey ♀ Nicole Koller ♀ Marlen Reusser ♂ Stefan Bissegger ♂ Stefan Küng ♂ Mauro Schmid - 2023 : ♀ Elise Chabbey ♀ Nicole Koller ♀ Marlen Reusser ♂ Stefan Bissegger ♂ Stefan Küng ♂ Mauro Schmid |                   |                    |

### Championnats d'Europe de cyclisme sur route

#### Contre-la-montre individuel

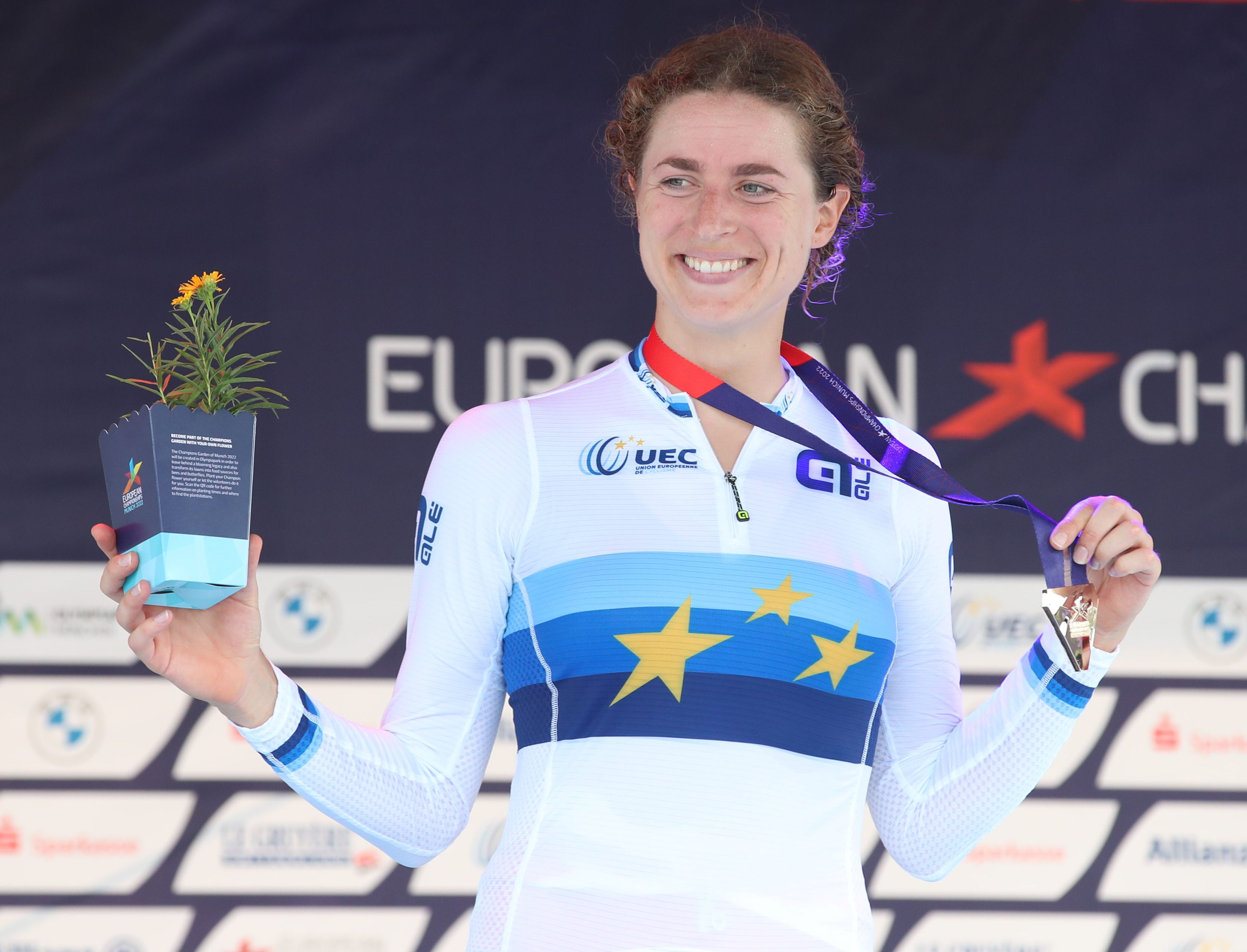
Marlen Reusser sur le podium des championnats d'Europe en 2022.

Le championnat d'Europe de contre-la-montre féminin est organisé depuis 2016.
| Médaille d'or                                                           | Médaille d'argent | Médaille de bronze      |
| ----------------------------------------------------------------------- | ----------------- | ----------------------- |
| - 2021 : Marlen Reusser - 2022 : Marlen Reusser - 2023 : Marlen Reusser |                   | - 2020 : Marlen Reusser |

#### Contre-la-montre par équipes de relais mixte
Le championnat d'Europe de contre-la-montre par équipes de relais mixte est organisé à partir de 2019. Le temps des trois coureuses est additionné au temps des trois coureurs de l'équipe masculine.
| Médaille d'or | Médaille d'argent | Médaille de bronze |
| ------------- | --- | ------------------ |
|               | - 2020 : ♂ Stefan Bissegger ♂ Robin Froidevaux ♂ Claudio Imhof ♀ Elise Chabbey ♀ Marlen Reusser ♀ Kathrin Stirnemann |                    |

## Sélectionneurs
- -2013 : Rolf Vollenweider
- Depuis octobre 2013 : Edmund Telser[3],[4]